# Nachrichtendienst der Syrischen Luftwaffe

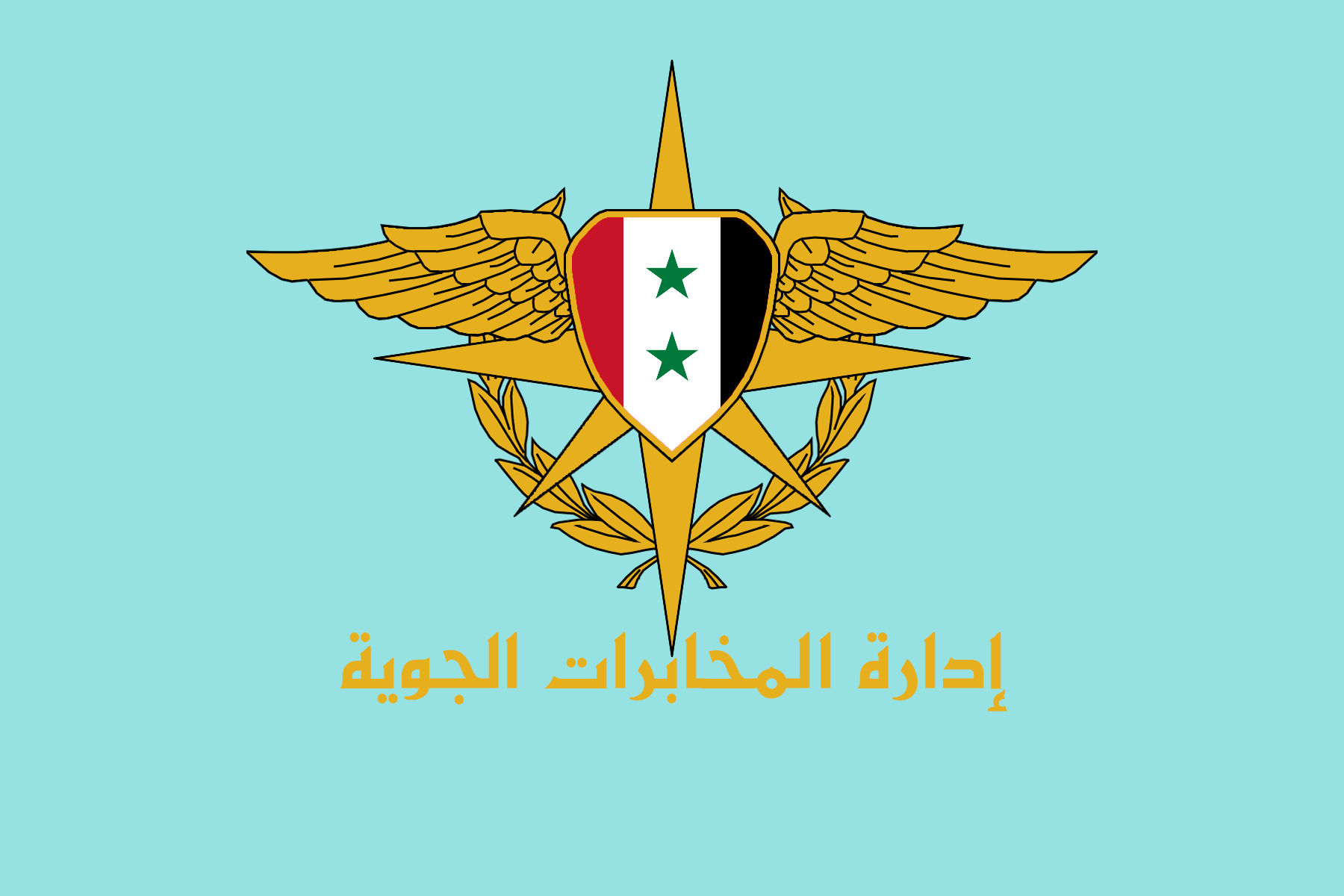
Logo des Nachrichtendienstes der Luftwaffe

Der Nachrichtendienst der Syrischen Luftwaffe (arabisch إدارة المخابرات الجوية Idārat al-Muchābarāt al-dschawwiyya, DMG Idārat al-muḫābarāt al-ǧawwīya ‚Direktorat für den Geheimdienst der Luftwaffe‘) war der mächtigste Nachrichtendienst von Syrien. Es wurde 1963 gegründet und existierte bis zum Sturz des Regimes im Jahr 2024.

## Aufgaben und Geschichte
Die Hauptaufgabe dieses Dienstes besteht nicht in der Informationsbeschaffung für die syrischen Luftstreitkräfte, wie der Name vermuten lassen könnte. Der Name des Dienstes geht vielmehr auf den Umstand zurück, dass der spätere Präsident Hafiz al-Assad Kommandeur der syrischen Luftwaffe war und nach seiner Machtergreifung 1970 den Nachrichtendienst seiner Teilstreitkraft gezielt mit Vertrauten und Freunden besetzte, um ihn zügig zu einem vollwertigen Nachrichtendienst auszubauen.
Bekannte Operationen des Dienstes waren:
- Zerschlagung der radikal-religiösen internationalen Organisation Islamische Befreiungsfront „Hizb ut-Tahrir“,
- Unterdrückung der Revolte der Muslimbruderschaft Mitte der 1970er Jahre bis Anfang der 1980er Jahre (Massaker von Hama 1982),
- Versuchter Bombenanschlag vom 18. April 1986 auf eine El-Al-Maschine in London-Heathrow (sogenannte Hindawi-Affäre), was zum Abbruch der diplomatischen Beziehungen zwischen London und Damaskus führte.

Der Leiter des Dienstes war seit 1963 für 24 Jahre Generalmajor Muhammad al-Chuli. Die Bedeutung des Dienstes wird dadurch deutlich, dass al-Chulis Nachbarbüro im Präsidentenpalast das Büro der Assads war.
Am OLG Koblenz begann im April 2020 der weltweit erste Prozess wegen Folter gegen Beteiligte des Assad-Regims, zwei Geheimdienstmitarbeiter. Im al-Chatib-Prozess sind aufgrund von Ermittlungen des deutschen Generalbundesanwalts Oberst Anwar R., Leiter der Ermittlungsabteilung des Gefängnisses al-Chatib wegen Folter in 4000 Fällen, 58 Morde und einzelne Fälle sexueller Nötigung und Eyad A., der friedlich Protestierende bei Demonstrationen gefangen genommen und in die al-Chatib-Abteilung verbracht haben soll, angeklagt.
Gemäß unbestätigten Berichte wurde am 8. Mai 2024 einige Führungspersönlichkeiten ausgetauscht. Dieser Austausch soll stattgefunden haben, um den Nachrichtendienst enger an Russland zu binden und Iranfreundliche Personen zu entfernen. Oberst Duraid Awad leitet die Abteilung in Hama, Brigadegeneral Radwan Saqqar leitet die Abteilung in Homs, nach dem er aus Hama abgezogen wurde. Brigadegeneral Rami Munir Ismail befehligt die Syrische Küstenregion.

## Leiter des Geheimdienstes
- Muhammad al-Chuli (1963–1987)
- Ibrahim Huwaidschi (1987–2002)[6]
- Iz a-Din Isma'il (nach 2002)[7]
  - Stellvertreter: Ali Mamlouk (bis Juni 2005,[8] internationaler Haftbefehl durch Frankreich angeordnet)[9]

- Abd al-Fattah Qudsiya (bis 2009);[10][11] von der Europäischen Union (EU) und den USA beschuldigt, für Verbrechen gegen die Menschlichkeit verantwortlich zu sein und entsprechend mit Sanktionen belegt)
- Dschamil Hassan (2009–2019,[10] wurde von der EU wegen „Gewalt gegen die Zivilbevölkerung während des syrischen Bürgerkriegs“ entsprechend mit Sanktionen belegt[12]; wird auf Betreiben des Generalbundesanwalts per Internationalem Haftbefehl gesucht. Ihm werden Verbrechen gegen die Menschlichkeit zur Last gelegt.[13][14][15]
  - Stellvertretender Direktor: Fuad Tawil (wurde von der Europäischen Union wegen „Gewaltanwendung in ganz Syrien und Einschüchterung und Folter von Demonstranten während des syrischen Aufstands“ entsprechend mit Sanktionen belegt).
  - Leiter der Ermittlungsabteilung: Abdulsalam Fajer Mahmoud (von Human Rights Watch beschuldigt, Verbrechen gegen die Menschlichkeit angeordnet oder begangen zu haben).[16][17]
  - Leiter der Abteilung für Spezialoperationen: Ghassan Ismail[17]
  - Leiter der Operationsabteilung: Suhail al-Hasan[17]
- Ghassan Ismail (2019–2024)[18][19]
- Kahtan Chalil (2024)[19] Nach dem Sturz des Regimes ist sein Aufenthalt unbekannt.[20]

## Regionale Leiter
- Abteilung Damaskus: Eyad Mandou (im Jahr 2012)
- Abteilung Homs: Jawdat al-Ahmed (im Jahr 2012, von Human Rights Watch beschuldigt, für Verbrechen gegen die Menschlichkeit verantwortlich zu sein).[16]
- Abteilung Daraa: Qusay Mihoub (im Jahr 2012, von Human Rights Watch beschuldigt, für Verbrechen gegen die Menschlichkeit verantwortlich zu sein).[16]
- Abteilung Latakia: Suhail al-Abdullah (im Jahr 2012, von Human Rights Watch beschuldigt, für Verbrechen gegen die Menschlichkeit verantwortlich zu sein).[16]

## Paramilitärische Einheiten
- Wächter der Morgenröte (حراس الفجر)[21][22]
  - Ararat-Gruppe
  - Löwen des Tals
  - Löwen von Dwel'a
  - Interventionsregiment
  - Löwen der Cherubim
    - Erdbeben von Dschobar
- Fawj Nusur Homs[23]
- Chaibar-Brigade[24]